# Аляскинское течение
Аля́скинское тече́ние — тёплое течение в северо-восточной части Тихого океана, северная ветвь Северного Тихоокеанского течения.
Течение входит в Аляскинский залив с юга, проходит на север и затем, в вершине залива, поворачивает на юго-запад; после поворота значительно усиливается. Через восточные проливы Алеутских островов проникает в Берингово море. Распространяется на большие глубины, вплоть до дна, о чём свидетельствуют отклонения в направлении течения, вызванные неровностями рельефа дна.
Скорость течения находится в пределах от 0,2 до 0,5 м/с. Воды течения отличаются повышенной температурой, которая на поверхности составляет в феврале от 2 до 7 °C, в августе — от 10 до 15 °C. Солёность воды — 32,5 ‰.